# Kuala Parek
Kuala Parek is een bestuurslaag in het regentschap Oost-Atjeh van de provincie Atjeh, Indonesië. Kuala Parek telt 196 inwoners (volkstelling 2010).